# طوقان قصير
طوقان قصير (الاسم العلمي: Ramphastos brevis) (بالإنجليزية: Choco Toucan)‏ هو نوع من الطيور يتبع جنس الطوقان من الفصيلة الطوقانية.